# Герасдорф у Вину
Герасдорф у Вину град је у Аустрији у покрајини Доња Аустрија.

## Становништво
| 1981. | 1991. | 2001. | 2011.  |
| ----- | ----- | ----- | ------ |
| 5.279 | 6.661 | 8.231 | 10.448 |

По процени из 2016. у граду је живело 10862 становника.